# Pierre Maguelon
Cet article possède un paronyme, voir Bobo.
Maurice Couzinié dit Pierre Maguelon, surnommé Petit Bobo, né le 3 septembre 1933 à Labruguière dans le Tarn et mort le 10 juillet 2010 à Perpignan, est un comédien français de théâtre, de cinéma et de télévision. Il a pour particularité un accent occitan qui ne le quittera jamais.
Il est surtout connu pour avoir interprété le rôle de l'inspecteur Marcel Terrasson dans la série télévisée Les Brigades du Tigre, de 1974 à 1983.

## Biographie
Il s’installe avec ses parents à l’âge de six ans à Villeneuve-lès-Maguelone dont il s'inspirera pour trouver un pseudonyme. Après des études aux Beaux-Arts de Montpellier, il démarre de 1954 à 1968 dans des cabarets, auteur et interprète de contes drolatiques, semi-improvisés sous le pseudonyme de « Petit-Bobo ». Il monte à Paris en 1957. Il se produit au Cheval d'Or. Il assure des premières parties comme celle de Georges Brassens avec lequel il se lie d'amitié.
Parallèlement, il participe au Petit Conservatoire de la chanson de Mireille.
Il devient populaire en 1974 grâce à la série télévisée Les Brigades du Tigre dans laquelle il jouait l'inspecteur Marcel Terrasson. Il a alterné les rôles au théâtre, à la télévision et au cinéma où il interprète des rôles secondaires, ou des rôles de « troisième couteau » (petits rôles). Il a ainsi donné la réplique à Raymond Devos, Line Renaud, Lino Ventura, Michel Galabru…
Pierre Maguelon s'était retiré dans sa maison de Cabrespine dans l'Aude.

### Décès
L'acteur a été victime d'une hémorragie cérébrale alors qu'il participait au festival de théâtre de Saint-André, dans les Pyrénées-Orientales, dont il était l'invité d'honneur. Il décède au Centre hospitalier de Perpignan. Après des obsèques en l'église Saint-Étienne de Villeneuve-lès-Maguelone, il est inhumé au cimetière communal de la même commune.

## Filmographie

### Cinéma

#### Longs métrages
- 1961 : Tire-au-flanc 62 de Claude de Givray et François Truffaut : Petit Bobo
- 1961 : Le Président d'Henri Verneuil : Un parlementaire
- 1961 : Cartouche de Philippe de Broca : Un complice de Cartouche
- 1962 : Le Soupirant de Pierre Etaix : Le manager
- 1962 : Le Roi du village d'Henri Gruel
- 1963 : Bébert et l'Omnibus d'Yves Robert : Perrin
- 1965 : Le Dix-septième ciel de Serge Korber
- 1965 : Monnaie de singe d'Yves Robert : Un codétenu
- 1967 : Alexandre le bienheureux d'Yves Robert : Verglandier
- 1967 : Vivre la nuit de Marcel Camus
- 1967 : Mise à sac d'Alain Cavalier : Arthur
- 1968 : Le Tatoué de Denys de La Patellière : Un détective
- 1969 : La Voie lactée de Luis Buñuel : Le caporal de la Guardia Civil
- 1970 : Élise ou la vraie vie de Michel Drach : Le chef d'équipe
- 1970 : Domicile conjugal de François Truffaut : L'ami de Césarin
- 1970 : Les Assassins de l'ordre de Marcel Carné : Le gardien
- 1972 : Le Charme discret de la bourgeoisie de Luis Buñuel : Le sergent de police
- 1972 : Beau masque de Bernard Paul : Mignot
- 1973 : Pour une poignée d'herbes sauvages : Garcia
- 1973 : France société anonyme d'Alain Corneau
- 1974 : Le Fantôme de la liberté de Luis Buñuel : Gérard, le gendarme
- 1974 : Vincent, François, Paul... et les autres de Claude Sautet : Farina
- 1975 : Le Téléphone rose d'Édouard Molinaro : Le patron de la brasserie
- 1976 : Comme un boomerang de José Giovanni : Inspecteur Léoni
- 1976 : Le Pays bleu de Jean-Charles Tacchella : Clovis
- 1977 : Et vive la liberté ! de Serge Korber : Le lieutenant
- 1979 : Le Pull-over rouge de Michel Drach : Inspecteur Commenci
- 1979 : L’Œil du maître de Stéphane Kurc : Le patron du café
- 1980 : Un mauvais fils de Claude Sautet : Le commissaire
- 1981 : Garde à vue de Claude Miller : Adami
- 1982 : Cap Canaille de Juliet Berto et Jean-Henri Roger : Varenne
- 1986 : Le Débutant de Daniel Janneau : Gachassin
- 1988 : Trois places pour le 26 de Jacques Demy : Marius Ceredo
- 1988 : La Petite Voleuse de Claude Miller : M. Fauvel
- 1989 : Cyrano de Bergerac de Jean-Paul Rappeneau : Carbon de Castel-Jaloux
- 1990 : Le Provincial de Christian Gion
- 1990 : La Gloire de mon père d'Yves Robert : François
- 1990 : Le Château de ma mère d'Yves Robert : François
- 1990 : Triplex de Georges Lautner : Le gardien de prison optimiste
- 1998 : Alice et Martin d'André Téchiné : Victor Sauvignac
- 1999 : Fin d'été : Roger
- 2002 : Naturellement : Le paysan
- 2003 : Toujours tout droit : L'homme

#### Courts métrages
- 1984 : Tant que farem atal de Roger Souza (+ coscénario)
- 1997 : Fin d'été de Jean-Marie Larrieu et Arnaud Larrieu Roger
- 2001 : Naturellement de Christophe Le Masne Le paysan
- 2002 : Toujours tout droit de Manuel Moutier L'homme
- 2003 : L'Anniversaire de Lulu de Patrick Dhaussy
- 2003 : Jour d'orage de Pierre Bréfeil
- 2003 : Les Aventures de Catinou et Jacouti de Christian Attard
- 2004 : Noli me tangere de François-Xavier Vives : Le prêtre
- 2008 : Point de vue de  Renaud Lefèvre

### Télévision
- 1958 : Émission "36 chandelles", de Jean Nohain : présenté par Mireille, il narre un conte merveilleux, "Le Poisson d'Argent"
- 1959 : Rue Mouffetard, "A la découverte des Français", de Jean-Claude Bergeret et Jacques Krier (documentaire télévisé) : témoignage à partir de 24'20
- 1965 : 22, avenue de la Victoire (mini-série) : Pépé
- 1967 : Les Sept de l'escalier 15, de Jean-Paul Rouland, épisode "Enquête économique" (série télévisée), apparition en agent de la circulation
- 1968 : Le regard de Pierre Guilhem (téléfilm)
- 1968 : Les Diables au village d'Yves Bernadou (série télévisée) : Bramaire
- 1969 : Agence Intérim de Marcel Moussy et Pierre Neurisse (série télévisée) : Roffet
- 1970 : Mauregard de Claude de Givray : épisode 5, le gendarme résistant
- 1970 : Maurin des Maures de Claude Dagues
- 1970 : De la belle ouvrage de Maurice Failevic (téléfilm) : Dédé
- 1970 : Les dossiers du professeur Morgan (série télévisée)
- 1970 et 1991 : Les 5 dernières minutes, de Claude Loursais (série télévisée) : Le douanier / Commissaire Sylvestre
- 1971 : Christa (série télévisée)
- 1971 et 1980 : Au théâtre ce soir (série télévisée) : Sylvain / Prudent Gagelasse
- 1972 : Le Temps d'un été (téléfilm) : Antoine
- 1973 : Pour une poignée d'herbes sauvages (téléfilm) : Garcia
- 1973 : Graine d'ortie (série télévisée) : Bournelle
- 1973 : La Ligne de démarcation - épisode 11 : François (série télévisée) : Docteur Lagarde
- 1974 : L'Auberge de l'abîme (téléfilm) : Millette
- 1974 : Les Petits enfants du siècle (téléfilm) : Le père
- 1974 - 1983 : Les Brigades du Tigre de Victor Vicas (série télévisée) - 36 épisodes : Inspecteur Marcel Terrasson
- 1977 : Un crime de notre temps de Gabriel Axel (téléfilm)
- 1977 : Le Franc-tireur de Maurice Failevic (téléfilm) : Masse
- 1978 : Le Temps d'une république (série télévisée) : Fontas
- 1978 : Ciné-roman de Serge Moati (téléfilm) : Léon
- 1979 : Au théâtre ce soir : La terre est basse d'Alfred Adam, mise en scène de l'auteur, réalisation Pierre Sabbagh, Théâtre Marigny
- 1979 : Les Insulaires (téléfilm) : Le rédacteur
- 1979 : Le Roi qui vient du sud (série télévisée) : Crillon
- 1979 : Le Facteur de Fontcabrette (téléfilm) : Amonetti
- 1980 : Opération Trafics (série télévisée) : Inspecteur Vall
- 1980 : L’Âge bête (téléfilm) : Commissaire Chevaud
- 1980 : La falaise aux corneilles (téléfilm) : Le maire
- 1980 : Les folies du samedi soir (téléfilm) : Hector
- 1981 : L'Âge d'or (série télévisée)
- 1981 : Les Gaietés de la correctionnelle (série télévisée) : Lebon
- 1981 : Cinéma 16 -  Les Saltimbanques (série télévisée) : L'aubergiste
- 1982 : Aide-toi... (téléfilm) : Jeannou
- 1982 : L'Australienne (téléfilm) : Arsène
- 1983 : Potiche (téléfilm) : Maurice Babin
- 1984 : Les Insomnies de Monsieur Plude (téléfilm) de Jean Dasque : Armand Barle
- 1985 : Julien Fontanes, magistrat (série télévisée) : André
- 1985 : Les temps difficiles (téléfilm) : Armand
- 1986 : À nous les beaux dimanches (téléfilm)
- 1989 : La Taupe (téléfilm) : Albert Moitte
- 1990 : Navarro (série télévisée) : Golfier
- 1991 : Appelez-moi Tonton de Dominique Baron (téléfilm) : Constant Blondel
- 1991-1992 : Imogène : Le directeur des services de gendarmerie
  - 3615 Bise marine
  - Imogène dégaine
  - Imogène: Les légumes maudits
  - Imogène inaugure les chrysanthèmes
- 1992 : Fantômes en héritage (série télévisée) : Le docteur
- 1992 : Maigret (série télévisée) - Maigret et Le Corps sans Tête (épisode 5) : Bastien Petit Beurre
- 1993 : Plein feux (téléfilm) : Clément Jouve
- 1994 : Les Yeux d'Hélène de Jean Sagols (série télévisée) - épisodes #1.5 à 9 : Maurice Tardi
- 1995 : Une folie (téléfilm) : Jean-Louis Cousinet
- 1996 : Le Comédien de Christian de Chalonge (téléfilm) : M. Maillard
- 1997 : La Fine équipe (téléfilm) : L'adjudant
- 1999 - 2000 : Cap des Pins (série télévisée) : Archibald Pessac
- 2000 : Le Mystère Parasuram de Michel Sibra (téléfilm) : Vincent Leduc
- 2003 : Le grand patron (série télévisée) : Bernard Chéron
- 2004 : Une autre vie de Luc Beraud (téléfilm) : Martinez
- 2004 : Sous le soleil (série télévisée) : Berluzzi
- 2007 : Le Temps des secrets de Thierry Chabert (téléfilm) : André Pagnol
- 2007 : Le Temps des amours de Thierry Chabert (téléfilm) : André Pagnol
- 2009 : Les Bleus, premiers pas dans la police (série télévisée) : Raymond
- 2009 : Contes et nouvelles du XIXe siècle de Jacques Santamaria (série télévisée) : Maître Bugasse

## Théâtre
- 1967 : Extra-Muros de Raymond Devos, mise en scène de l'auteur, Théâtre des Variétés
- 1969 : Le Mariage de Barillon de Georges Feydeau, mise en scène Pierre Valde
- 1969 : Tambours et trompettes de Bertolt Brecht, mise en scène Jean-Pierre Vincent, Théâtre de la Ville
- 1969 : Pizarro et le soleil de Peter Shaffer, mise en scène Jean Mercure, Théâtre de la Ville
- 1969 : La Paix de Pierre Valde et Yves Carlevaris d'après Aristophane, mise en scène Pierre Valde, Théâtre de Colombes
- 1970 : Le Roi Lear de William Shakespeare, mise en scène Pierre Debauche, Théâtre des Amandiers, Maison de la Culture du Havre
- 1970 : Une poignée d'orties de Marc-Gilbert Sauvajon, mise en scène Jacques-Henri Duval, Théâtre de la Michodière
- 1972 : Monsieur chasse ! de Georges Feydeau, mise en scène Jacques-Henri Duval, Théâtre des Célestins, tournée Herbert-Karsenty
- 1973 : Chante, Papa, chante de Marcel Moussy, mise en scène René Dupuy, Théâtre des Nouveautés
- 1974 : Le Tube de Françoise Dorin, mise en scène François Périer, Théâtre Antoine
- 1978 : Les Folies du samedi soir de Marcel Mithois, mise en scène Jacques Rosny, Théâtre La Bruyère
- 1980 : Potiche de Pierre Barillet et Jean-Pierre Grédy, mise en scène Pierre Mondy, Théâtre Antoine
- 1984 : Les Temps difficiles d'Édouard Bourdet, mise en scène Pierre Dux, Théâtre des Variétés
- 1986 : Faisons un rêve de Sacha Guitry, mise en scène Jacques Rosny, Théâtre Saint-Georges
- 1987 : La Taupe de Robert Lamoureux, mise en scène Francis Joffo, Théâtre Antoine
- 1991 : Pleins Feux de Mary Orr, mise en scène Eric Civanyan, Théâtre de la Michodière
- 1992 : Pleins Feux de Mary Orr, mise en scène Eric Civanyan, Théâtre Antoine
- 1993 : Une folie de Sacha Guitry, mise en scène Jacques Échantillon, tournée
- 1995 : La Cagnotte d'Eugène Labiche, mise en scène Jacqueline Bœuf, Théâtre Tête d'Or
- 1995 : Le Voyage de monsieur Perrichon d'Eugène Labiche et Édouard Martin, mise en scène Jean-Luc Moreau, Théâtre Saint-Georges
- 1996 : Le Comédien de Sacha Guitry, mise en scène Annick Blancheteau, tournée
- 1996 : Vacances de rêve de Francis Joffo, mise en scène de l'auteur, Théâtre du Palais Royal
- 1997 : Un mariage pour trois de Georges Feydeau, mise en scène Anthony Walkers, Théâtre du Gymnase Marie Bell
- 2000 : La Trilogie de la villégiature de Carlo Goldoni, mise en scène Christophe Lidon, Création Festival d'Anjou, Festival de Carpentras, Festival de La Baule, Festival de Sarlat, Festival de Ramatuelle
- 2001 : Bon Appétit, Messieurs ! de Jean Galabru, mise en scène Olivier Macé et Jean-Pierre Dravel, Théâtre Comédia
- 2002 : Le Menteur de Corneille, mise en scène Nicolas Briançon, Théâtre Hébertot
- 2006 : La guerre de Troie n'aura pas lieu de Jean Giraudoux, mise en scène Nicolas Briançon, Festival d'Anjou
- 2007 : La guerre de Troie n'aura pas lieu de Jean Giraudoux, mise en scène Nicolas Briançon, Théâtre Silvia Monfort
- 2008 : La guerre de Troie n'aura pas lieu de Jean Giraudoux, mise en scène Nicolas Briançon

## Distinctions
- Grand prix d'interprétation masculine au festival de télévision de Prague en 1972 pour Le temps d'un été